# Push the Button (álbum)
Push the Button es el quinto álbum del grupo de música electrónica The Chemical Brothers, que lo lanzaron el 24 de enero de 2005. Se mereció el premio Grammy al Mejor Álbum Electrónica/Dance en enero de 2006.
Este álbum se publicó con el sistema de protección contra copia en algunas regiones.

## Lista de canciones
Todas las canciones escritas por Tom Rowlands y Ed Simons, excepto cuando se indique lo contrario.
1. "Galvanize" (Rowlands, Simons, Q-Tip) – 6:33
  - featuring Q-Tip
2. "The Boxer" (Rowlands, Simons, Burgess) – 4:08
  - featuring Tim Burgess
3. "Believe" – 7:01
  - featuring Kele Okereke
4. "Hold Tight London" (Rowlands, Simons, Williams) – 6:00
  - featuring Anna-Lynne Williams
5. "Come Inside" – 4:47
6. "The Big Jump" – 4:43
7. "Left Right" (Rowlands, Simons, Anwar) – 4:14
  - featuring Anwar Superstar
8. "Close Your Eyes" (Rowlands, Simons, Romeo Stodart) – 6:13
  - featuring The Magic Numbers
9. "Shake Break Bounce" – 3:44
10. "Marvo Ging" – 5:28
11. "Surface To Air" – 7:23

## Anexo
- Discografía de The Chemical Brothers